# Biggs (Californië)
Biggs is een plaats in Butte County in Californië in de VS.

## Geografie
De totale oppervlakte bedraagt 1,3 km² (0,5 mijl²) wat allemaal land is.

## Demografie
Volgens de census van 2000 bedroeg de bevolkingsdichtheid 1331,3/km² (3451,6/mijl²) en bedroeg het totale bevolkingsaantal 1793 dat bestond uit:
- 74,51% blanken
- 0,45% zwarten of Afrikaanse Amerikanen
- 1,84% inheemse Amerikanen
- 0,84% Aziaten
- 18,52% andere
- 3,85% twee of meer rassen
- 27,55% Spaans of Latino

Er waren 571 gezinnen en 449 families in Biggs. De gemiddelde gezinsgrootte bedroeg 3,14.

## Got Milk
In 2002 kreeg Biggs een aanbod van een organisatie melkproduceerders om hun naam te veranderen in Got Milk ze zouden dan ook een Got Milk Museum krijgen. Biggs weigerde dit, aangezien een groot deel van de bevolking tegen de naamsverandering was. De firma deed ditzelfde voorstel aan nog andere plaatsen, maar ook deze weigerden.

## Plaatsen in de nabije omgeving
De onderstaande figuur toont nabijgelegen plaatsen in een straal van 24 km rond Biggs.